# Liste der französischen AOP-Käse

AOP-Siegel

Die Liste der französischen AOP-Käse listet Käsesorten auf, die das Appellation d’Origine Protégée-Schutzsiegel (AOP), früher Appellation d’Origine Contrôlée (AOC), deutsch: geschützte Ursprungsbezeichnung (g.U.) erhalten haben.

## Französischer AOP-Käse

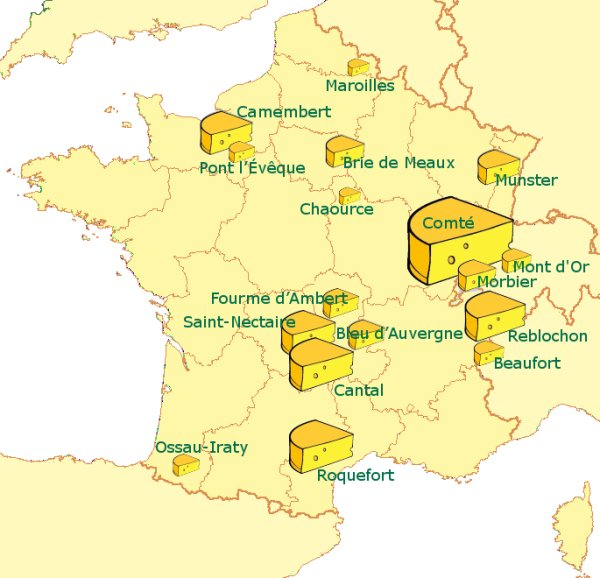
Die wichtigsten Käse mit AOP-Siegel in Frankreich

Die vom französischen Institut national de l’origine et de la qualité (INAO) klassifizierten Käse stammen aus der Milch
- der Kuh
- der Ziege
- des Schafes
- von Ziege und Schaf

Die durch die INAO anerkannten Typen von Pâtes:
- P.M.C.N.: Weichkäse mit natürlicher Rinde
- P.M.C.L.: Weichkäse mit gewaschener Rinde Rotschmierkäse
- P.M.C.F.: Weichkäse mit weißem Edelschimmelüberzug
- P.P.: Schimmelkäse
- P.P.N.C.: Hartkäse
- P.P.C.: Hartkäse, erhitzt
- F.F.: Frischkäse
- F.f.: Schmelzkäse

### Tabelle
| Übersicht                              | Übersicht     | Übersicht                                | Übersicht                                                                                       | Verordnungen                     | Verordnungen                                                      |
| Name (Appellation d’Origine Protegée): | Milch         | Art                                      | Herkunft                                                                                        | erlangt durch                    | Änderungen                                                        |
| -------------------------------------- | ------------- | ---------------------------------------- | ----------------------------------------------------------------------------------------------- | -------------------------------- | ----------------------------------------------------------------- |
| Abondance                              | Kuh           | erhitzter Hartkäse                       | Val d'Abondance (Haute-Savoie)                                                                  | 23/03/1990 15/11/1993            |                                                                   |
| Banon                                  | Ziege         | Weichkäse mit natürlicher Rinde          | Haute-Provence (Alpes-de-Haute-Provence, Hautes-Alpes, Var und Vaucluse)                        | 23/07/2003                       |                                                                   |
| Beaufort                               | Kuh           | erhitzter Hartkäse                       | Beaufortain, Maurienne und Tarentaise, ein Teil des Val d'Arly (Savoie und Haute-Savoie)        | 19/01/2001                       |                                                                   |
| Bleu d’Auvergne                        | Kuh           | Schimmelkäse                             | Puy-de-Dôme, Cantal, Haute-Loire, Aveyron, Corrèze, Lot und Lozère                              | 15/11/1993 08/08/1994            |                                                                   |
| Bleu de Gex                            | Kuh           | Schimmelkäse                             | Haut-Jura (Ain und Jura)                                                                        | 13/09/2005                       |                                                                   |
| Bleu des Causses                       | Kuh           | Schimmelkäse                             | südliches Massif central (Aveyron, Lot und Lozère)                                              | 15/11/1993 08/08/1994            |                                                                   |
| Bleu du Vercors-Sassenage              | Kuh           | Schimmelkäse                             | Plateau du Vercors (Drôme und Isère)                                                            | 30/07/1998                       |                                                                   |
| Brie de Meaux                          | Kuh           | Weichkäse mit weißem Edelschimmelüberzug | Aube, Loiret, Marne, Haute-Marne, Meuse, Seine-et-Marne und Yonne                               | 18/06/1990 15/11/1993 08/08/1994 |                                                                   |
| Brie de Melun                          | Kuh           | Weichkäse mit weißem Edelschimmelüberzug | Seine-et-Marne, Aube und Yonne                                                                  | 15/11/1993 08/08/1994            |                                                                   |
| Brocciu, Brocciu passu                 | Ziege & Schaf | Frischkäse                               | Haute-Corse und Corse-du-Sud                                                                    | 10/06/1983 (abrogé)              | 03/06/1998                                                        |
| Brousse du Rove                        | Ziege         | Frischkäse                               | Département Bouches-du-Rhône                                                                    | 28/05/2020                       |                                                                   |
| Camembert de Normandie                 | Kuh           | Weichkäse mit weißem Edelschimmelüberzug | Normandie (Calvados, Eure, Manche, Orne und Seine-Maritime)                                     | 1983 (abrogé)                    | 15/11/1993 08/08/1994                                             |
| Cantal                                 | Kuh           | erhitzter Hartkäse                       | Aveyron, Cantal, Corrèze und Puy-de-Dôme                                                        | 1956 (abrogé)                    | 15/11/1993 08/08/1994                                             |
| Chabichou du Poitou                    | Ziege         | Weichkäse mit natürlicher Rinde          | Vienne, Deux-Sèvres und Charente                                                                | 1990 (abrogé)                    | 15/11/1993 08/08/1994                                             |
| Chaource                               | Kuh           | Weichkäse mit weißem Edelschimmelüberzug | Aube und Yonne                                                                                  | 1977 (abrogé)                    | 15/11/1993 08/08/1994 15/11/1999                                  |
| Charolais                              | Ziege         | Weichkäse mit natürlicher Rinde          | Rhône, Saône-et-Loire, Loire und Allier                                                         | 21/01/2010                       |                                                                   |
| Chevrotin                              | Ziege         | Hartkäse                                 | Massifs du Mont-Blanc, du Chablais, des Aravis et des Bauges (Haute-Savoie und Savoie)          | xx/01/2001 (abrogé)              | 02/05/2002                                                        |
| Comté                                  | Kuh           | erhitzter Hartkäse                       | Massif jurassien (Jura, Doubs, Ain) sowie Saône-et-Loire und Haute-Savoie                       | 14/01/1958                       | 1976/1979/1986/1998                                               |
| Crottin de Chavignol                   | Ziege         | Weichkäse mit natürlicher Rinde          | Cher, Loiret und Nièvre                                                                         | 1976 (abrogé)                    | 29/12/1986 08/08/1994                                             |
| Époisses                               | Kuh           | Weichkäse mit gewaschener Rinde          | Côte-d'Or, Haute-Marne und Yonne                                                                | 1991 (abrogé)                    | 16/07/2004                                                        |
| Fourme d’Ambert                        | Kuh           | Blauschimmelkäse                         | Puy-de-Dôme, Cantal und Loire                                                                   | 1972 (abrogé)                    | 22/02/2002                                                        |
| Fourme de Montbrison                   | Kuh           | Schimmelkäse                             | Loire und Puy-de-Dôme                                                                           | 1972 (abrogé)                    | 22/02/2002                                                        |
| Laguiole                               | Kuh           | Hartkäse                                 | Massif de l’Aubrac (Aveyron, Cantal und Lozère)                                                 | 28/07/2000 29/03/2004            |                                                                   |
| Langres                                | Kuh           | Weichkäse mit gewaschener Rinde          | Haute-Marne, Vosges und Côte-d’Or                                                               | 1975 (abrogé)                    | 15/11/1993 08/08/1994                                             |
| Livarot                                | Kuh           | Weichkäse mit gewaschener Rinde          | Calvados und Orne                                                                               | 1975 (abrogé)                    | 15/11/1993 08/08/1994                                             |
| Mâconnais                              | Ziege         | Weichkäse mit natürlicher Rinde          | Saône-et-Loire                                                                                  | 2006                             |                                                                   |
| Maroilles                              | Kuh           | Weichkäse mit gewaschener Rinde          | Aisne und Nord                                                                                  | 1976 (abrogé)                    | 15/11/1993 08/08/1994                                             |
| Vacherin du Haut-Doubs                 | Kuh           | Weichkäse mit gewaschener Rinde          | Doubs                                                                                           | 1981 (abrogé)                    | 21/07/2000                                                        |
| Morbier                                | Kuh           | Hartkäse                                 | Massif jurassien (Ain, Doubs, Jura und Saône-et-Loire)                                          | 22/12/2000                       |                                                                   |
| Munster                                | Kuh           | Weichkäse mit gewaschener Rinde          | Bas-Rhin, Haut-Rhin, Meurthe-et-Moselle, Moselle, Haute-Saône, Territoire de Belfort und Vosges | 1969 (abrogé)                    | 15/11/1993 08/08/1994                                             |
| Neufchâtel                             | Kuh           | Weichkäse mit weißem Edelschimmelüberzug | Pays de Bray (Seine-Maritime und Oise)                                                          | 1969 (abrogé)                    | 15/11/1993 08/08/1994                                             |
| Ossau-Iraty                            | Schaf         | Hartkäse                                 | Pyrénées-Atlantiques und Hautes-Pyrénées                                                        | 1980 (abrogé)                    | 15/11/1993 08/08/1994 16/01/1996 04/10/1996 15/11/1999 23/11/2001 |
| Pélardon                               | Ziege         | Weichkäse mit natürlicher Rinde          | Aude, Gard, Hérault, Lozère, Tarn                                                               | 25/08/2000                       |                                                                   |
| Picodon                                | Ziege         | Weichkäse mit natürlicher Rinde          | Ardèche, Drôme und canton de Valréas (Vaucluse)                                                 | 25/08/2000                       |                                                                   |
| Pont-l’Évêque                          | Kuh           | Weichkäse mit gewaschener Rinde          | Normandie (Calvados, Eure, Manche, Orne und Seine-Maritime) und Mayenne                         | 15/11/1993 08/08/1994            |                                                                   |
| Pouligny-Saint-Pierre                  | Ziege         | Weichkäse mit natürlicher Rinde          | Indre                                                                                           | 15/11/1993 08/08/1994            |                                                                   |
| Reblochon                              | Kuh           | Hartkäse                                 | Savoie und Haute-Savoie                                                                         | 15/11/1993                       |                                                                   |
| Rigotte de Condrieu                    | Ziege         | Weichkäse mit weißem Edelschimmelüberzug | Loire und Rhône                                                                                 | 13/01/2009                       |                                                                   |
| Rocamadour                             | Ziege         | Weichkäse mit natürlicher Rinde          | Aveyron, Corrèze, Dordogne, Lot und Tarn-et-Garonne                                             | 26/11/2004                       |                                                                   |
| Roquefort                              | Schaf         | Schimmelkäse                             | Aude, Aveyron, Gard, Hérault, Lozère und Tarn                                                   | 22/01/2001                       |                                                                   |
| Saint-Nectaire                         | Kuh           | Weichkäse mit natürlicher Rinde          | Cantal und Puy-de-Dôme                                                                          | 15/11/1993 08/08/1994            |                                                                   |
| Sainte-Maure de Touraine               | Ziege         | Weichkäse mit natürlicher Rinde          | Indre, Indre-et-Loire, Loir-et-Cher und Vienne                                                  | 29/06/1990                       |                                                                   |
| Salers                                 | Kuh           | Hartkäse                                 | Aveyron, Cantal, Corrèze, Haute-Loire und Puy-de-Dôme                                           | 1961                             | 14/03/2000                                                        |
| Selles-sur-Cher                        | Ziege         | Weichkäse mit natürlicher Rinde          | Cher, Indre und Loir-et-Cher                                                                    | 15/11/1993 08/08/1994            |                                                                   |
| Tome des Bauges                        | Kuh           | Hartkäse                                 | Savoie und Haute-Savoie                                                                         | 12/11/2002 (abrogé)              | 13/01/2009                                                        |
| Valençay                               | Ziege         | Weichkäse mit natürlicher Rinde          | Cher, Indre, Indre-et-Loire und Loir-et-Cher                                                    | 13/07/1998                       |                                                                   |